# Haslach-Kaltzeit
Die Haslach-Kaltzeit (auch Haslach-Glazial, Haslach-Komplex oder umgangssprachlich Haslach-Eiszeit) ist eine Kaltzeit des Pleistozäns. Sie ist im traditionellen Kaltzeitschema der Alpen von Albrecht Penck und Eduard Brückner nicht enthalten. Die Kaltzeit wurde 1981 von Albert Schreiner und Rudolf Ebel zuerst beschrieben. Typregion sind die Haslach-Schotter im Gebiet der Riß-Iller-Lech-Platte. Die Haslach-Kaltzeit folgte auf das Günz-Haslach-Interglazial und wurde vom Haslach-Mindel-Interglazial abgelöst.

## Gliederung
Die Erstbeschreibung aus der Region des nordöstlichen Rheingletschers beruht auf der Stellung der so genannten Höchsten Altendmoränen und der höheren Jüngeren Deckenschotter. Sie werden dort von den Moränen der Mindel-Kaltzeit sowie den so genannten Tannheimer Schottern überdeckt, denen ein mindelzeitliches Alter zugewiesen wird. Die Ablagerungen der Haslach-Kaltzeit werden sonst überall von denen der Mindel-Kaltzeit überdeckt und sind deshalb im Normalfall kaum nachzuweisen. Da auch die Definition der Mindel-Kaltzeit einige größere Schwierigkeiten aufweist, wurde die Definition des so genannten Haslach-Mindel-Komplexes (auch Deckenschotter-Komplex) vorgeschlagen, der die Ablagerungen beider Glaziale zusammenfasst.
Die Haslach-Kaltzeit wird zur Günz-Kaltzeit durch die mächtigen Bodenbildungen des Günz-Haslach-Interglazials abgegrenzt, die sich während dieser Warmzeit auf den Zeiler Schottern der Typregion bildeten. Von der nachfolgenden Mindel-Kaltzeit wird sie durch das so genannte Unterpfauzenwald-Interglazial getrennt, das in der Region von Bad Wurzach definiert wurde. Im Gegensatz zu den Ablagerungen der vorausgehenden Günz-Kaltzeit besitzen die Haslach-Ablagerungen im Gebiet des Rheingletschers einen höheren Anteil von Kristallingesteinen, jedoch weniger als die der nachfolgenden Mindel-Kaltzeit. Neben den Schottern und Altmoränen werden außerdem Seetone, Fließerden und Teile des so genannten Decklehms in die Haslach-Kaltzeit gestellt.
Die zeitliche Einordnung der Haslach-Kaltzeit ist nicht völlig geklärt. Diskutiert wird eine Einstufung in das MIS 14, sie hätte damit ein Alter von etwa 500.000 bis 550.000 Jahren. Bestätigt sich diese Einordnung, dann ließe sich die Haslach-Kaltzeit mit dem in den Niederlanden nachgewiesenen deutlichen Eisvorstoß des Cromer C parallelisieren. Die Korrelation ist allerdings mit Problemen behaftet aufgrund der Erkenntnis, dass die entsprechenden Ablagerungen in den Niederlanden wahrscheinlich nicht durch klimatische Änderungen gesteuert wurden. Ähnliche Zweifel an klimatischen Gründen für die als Haslach-zeitlich angesehenen Schotter-Ablagerungen gibt es auch für den Alpenraum, möglich ist eine tektonische Steuerung etwa infolge von Hebungsphasen der Alpen.
In der Schweiz fällt die Haslach-Kaltzeit in die Periode der Deckenschotter-Vergletscherungen und der Grössten Vergletscherungen.
In der österreichischen Geologie wird der Begriff nicht verwendet. Allfälliges Haslach im nördlichen Alpenvorland dürfte als Mindel (Moräne oder Jüngere Deckenschotter) oder sonst schlicht Mittleres Pleistozän kartiert sein.
Die Abgrenzungsprobleme zwischen den als Haslach eingestuften Terrassenschottern und den Mindel-Schottern im Typusgebiet sowie die Unsicherheit des Zusammenhangs der Haslach-Schotter mit Gletscherablagerungen haben dazu geführt, dass in Anlehnung an die Benennung des Cromer-Komplexes für die gesamte Folge der haslach- und mindelzeitlichen Geländeformen und Ablagerungen die Bezeichnung Haslach-Mindel-Komplex vorgeschlagen wurde. Das Haslach-Mindel-Interglazial dürfte dann als eines der mehreren Interglaziale dieses Komplexes gesehen werden.

## Vorkommen
Außer im Bereich der Typregion sind Ablagerungen der Haslach-Kaltzeit bisher nicht sicher nachweisbar und generell von denen der Mindel-Kaltzeit überdeckt. Möglich ist die Einstufung der Ablagerungen im Gebiet der Holzheuer Höhe und der Saulengrainer Schotter bei Apfeltrach im Gebiet des Illergletschers in die Haslach-Kaltzeit. Falls diese Einstufung zutrifft, gäbe es im Gegensatz zur Typregion dort auch die Moränen der Haslach-Kaltzeit an der Erdoberfläche. Möglicherweise treten Ablagerungen der Haslach-Kaltzeit unter anderem auch südlich von Mindelheim auf.
Im Bereich des westlichen bayrischen Voralpenlands wurden sonst zwischen dem Rheingletscher und dem Inn-Chiemsee-Gletscher alle Spuren früherer Vereisungen durch die Gletscher der Mindel- und Riß-Kaltzeit zerstört.